# Maerua somalensis
Maerua somalensis är en kaprisväxtart som beskrevs av Ferdinand Albin Pax. Maerua somalensis ingår i släktet Maerua och familjen kaprisväxter. Inga underarter finns listade i Catalogue of Life.